# 彻克伊
彻克伊，是匈牙利绍莫吉州所辖的一个村。总面积29.84平方公里，总人口1161，人口密度38.9人/平方公里（2011年1月1日）。